# Turó de Castellar (Dosrius)
El Turó de Castellar és una muntanya de 425 metres que es troba a Canyamars, un nucli del municipi de Dosrius, a la comarca del Maresme.
Al cim hi ha restes d'un poblat ibèric. Tenia muralles de les quals encara podem veure alguns fragments, fets amb roques no treballades i sense morter.